# Sărituri în apă la Jocurile Olimpice de vară din 2020 - 10 metri platformă (masculin)
Proba masculină de sărituri în apă - 10 metri platformă de la Jocurile Olimpice de vară din 2020 de la Tokyo a avut loc în perioada 6-7 august 2021, la Tokyo Aquatics Centre.

## Formatul competiției
Competiția s-a desfășurat în 3 etape:
- Etapa preliminară: toți sportivii vor sări de șase ori; primii 18 sportivi se vor califica în semifinală
- Semifinala: cei 18 sportivi vor sări de 6 ori; punctajele din calificări se vor șterge și primii 12 din clasament se vor califica în finală.
- Finala: Cei 12 sportivi vor sări de șase ori. Punctajele din semifinală se vor șterge și primii trei din clasament vor primi medaliile de aur, argint și bronz.

## Program
Orele sunt ora Japoniei (UTC+9) 
| Data                   | Timp  | Etapă      |
| ---------------------- | ----- | ---------- |
| Vineri, 6 august 2021  | 15:00 | Calificări |
| Sâmbătă, 7 august 2021 | 10:00 | Semifinala |
| Sâmbătă, 7 august 2021 | 15:00 | Finala     |

## Rezultate
| Loc | Sportiv               | Țară                       | Preliminarii | Preliminarii | Semifinală                         | Semifinală                         | Finală                             | Finală                             | Finală                             | Finală                             | Finală                             | Finală                             | Finală                             | Finală |
| Loc | Sportiv               | Țară                       | Puncte       | Loc          | Puncte                             | Loc                                | Săritura 1                         | Săritura 2                         | Săritura 3                         | Săritura 4                         | Săritura 5                         | Săritura 6                         | Puncte                             |        |
| --- | --------------------- | -------------------------- | ------------ | ------------ | ---------------------------------- | ---------------------------------- | ---------------------------------- | ---------------------------------- | ---------------------------------- | ---------------------------------- | ---------------------------------- | ---------------------------------- | ---------------------------------- | ------ |
| 1   | Cao Yuan              | China                      | 529,30       | 2            | 513,70                             | 1                                  | 102,00                             | 81,60                              | 97,20                              | 97,20                              | 101,75                             | 102,60                             | 582,35                             |        |
| 2   | Yang Jian             | China                      | 546,90       | 1            | 480,85                             | 2                                  | 90,10                              | 94,50                              | 89,75                              | 91,20                              | 102,60                             | 112,75                             | 580,40                             |        |
| 3   | Tom Daley             | Marea Britanie             | 453,70       | 4            | 462,90                             | 4                                  | 98,60                              | 91,20                              | 91,80                              | 80,50                              | 94,35                              | 91,80                              | 548,25                             |        |
| 4   | Aleksandr Bondar      | COR                        | 513,85       | 3            | 464,10                             | 3                                  | 75,20                              | 91,80                              | 85,75                              | 81,00                              | 94,35                              | 86,40                              | 514,50                             |        |
| 5   | Viktor Minibaev       | COR                        | 391,95       | 14           | 447,50                             | 5                                  | 68,80                              | 91,80                              | 91,80                              | 73,80                              | 83,25                              | 86,40                              | 495,85                             |        |
| 6   | Oleksiy Sereda        | Ucraina                    | 435,90       | 6            | 416,05                             | 7                                  | 83,20                              | 79,20                              | 88,20                              | 56,10                              | 75,00                              | 80,00                              | 461,70                             |        |
| 7   | Rikuto Tamai          | Japonia                    | 374,25       | 16           | 413,65                             | 8                                  | 72,00                              | 86,40                              | 75,85                              | 86,40                              | 35,70                              | 75,60                              | 431,95                             |        |
| 8   | Cassiel Rousseau      | Australia                  | 423,55       | 8            | 444,10                             | 6                                  | 57,60                              | 61,20                              | 74,25                              | 76,50                              | 72,00                              | 88,80                              | 430,35                             |        |
| 9   | Jordan Windle         | Statele Unite ale Americii | 390,05       | 15           | 409,80                             | 9                                  | 68,80                              | 72,60                              | 39,60                              | 88,80                              | 69,70                              | 68,40                              | 407,90                             |        |
| 10  | Kawan Pereira         | Brazilia                   | 371,65       | 17           | 400,40                             | 12                                 | 60,80                              | 79,20                              | 46,20                              | 79,55                              | 56,10                              | 72,00                              | 393,85                             |        |
| 11  | Brandon Loschiavo     | Statele Unite ale Americii | 403,85       | 11           | 409,75                             | 10                                 | 67,20                              | 59,40                              | 48,60                              | 69,70                              | 66,60                              | 72,15                              | 383,65                             |        |
| 12  | Andrés Villareal      | Mexic                      | 410,30       | 9            | 405,55                             | 11                                 | 67,20                              | 59,40                              | 59,50                              | 42,50                              | 72,15                              | 81,00                              | 381,75                             |        |
| 13  | Nathan Zsombor-Murray | Canada                     | 443,85       | 5            | 397,85                             | 13                                 | Nu s-a calificat în faza următoare | Nu s-a calificat în faza următoare | Nu s-a calificat în faza următoare | Nu s-a calificat în faza următoare | Nu s-a calificat în faza următoare | Nu s-a calificat în faza următoare | Nu s-a calificat în faza următoare |        |
| 14  | Rafael Quintero       | Puerto Rico                | 396,90       | 12           | 397,55                             | 14                                 | Nu s-a calificat în faza următoare | Nu s-a calificat în faza următoare | Nu s-a calificat în faza următoare | Nu s-a calificat în faza următoare | Nu s-a calificat în faza următoare | Nu s-a calificat în faza următoare | Nu s-a calificat în faza următoare |        |
| 15  | Kim Yeong-taek        | Coreea de Sud              | 366,80       | 18           | 374,90                             | 15                                 | Nu s-a calificat în faza următoare | Nu s-a calificat în faza următoare | Nu s-a calificat în faza următoare | Nu s-a calificat în faza următoare | Nu s-a calificat în faza următoare | Nu s-a calificat în faza următoare | Nu s-a calificat în faza următoare |        |
| 16  | Woo Ha-ram            | Coreea de Sud              | 427,25       | 7            | 374,50                             | 16                                 | Nu s-a calificat în faza următoare | Nu s-a calificat în faza următoare | Nu s-a calificat în faza următoare | Nu s-a calificat în faza următoare | Nu s-a calificat în faza următoare | Nu s-a calificat în faza următoare | Nu s-a calificat în faza următoare |        |
| 17  | Timo Barthel          | Germania                   | 395,70       | 13           | 364,50                             | 17                                 | Nu s-a calificat în faza următoare | Nu s-a calificat în faza următoare | Nu s-a calificat în faza următoare | Nu s-a calificat în faza următoare | Nu s-a calificat în faza următoare | Nu s-a calificat în faza următoare | Nu s-a calificat în faza următoare |        |
| 18  | Sebastián Villa       | Columbia                   | 407,30       | 10           | 341,40                             | 18                                 | Nu s-a calificat în faza următoare | Nu s-a calificat în faza următoare | Nu s-a calificat în faza următoare | Nu s-a calificat în faza următoare | Nu s-a calificat în faza următoare | Nu s-a calificat în faza următoare | Nu s-a calificat în faza următoare |        |
| 19  | Rylan Wiens           | Canada                     | 366,70       | 19           | Nu s-a calificat în faza următoare | Nu s-a calificat în faza următoare | Nu s-a calificat în faza următoare | Nu s-a calificat în faza următoare | Nu s-a calificat în faza următoare | Nu s-a calificat în faza următoare | Nu s-a calificat în faza următoare | Nu s-a calificat în faza următoare | Nu s-a calificat în faza următoare |        |
| 20  | Isaac Souza           | Brazilia                   | 339,30       | 20           | Nu s-a calificat în faza următoare | Nu s-a calificat în faza următoare | Nu s-a calificat în faza următoare | Nu s-a calificat în faza următoare | Nu s-a calificat în faza următoare | Nu s-a calificat în faza următoare | Nu s-a calificat în faza următoare | Nu s-a calificat în faza următoare | Nu s-a calificat în faza următoare |        |
| 21  | Jaden Eikermann       | Germania                   | 330,75       | 21           | Nu s-a calificat în faza următoare | Nu s-a calificat în faza următoare | Nu s-a calificat în faza următoare | Nu s-a calificat în faza următoare | Nu s-a calificat în faza următoare | Nu s-a calificat în faza următoare | Nu s-a calificat în faza următoare | Nu s-a calificat în faza următoare | Nu s-a calificat în faza următoare |        |
| 22  | Óscar Ariza           | Venezuela                  | 327,05       | 22           | Nu s-a calificat în faza următoare | Nu s-a calificat în faza următoare | Nu s-a calificat în faza următoare | Nu s-a calificat în faza următoare | Nu s-a calificat în faza următoare | Nu s-a calificat în faza următoare | Nu s-a calificat în faza următoare | Nu s-a calificat în faza următoare | Nu s-a calificat în faza următoare |        |
| 23  | Mohab El-Kordy        | Egipt                      | 318,55       | 23           | Nu s-a calificat în faza următoare | Nu s-a calificat în faza următoare | Nu s-a calificat în faza următoare | Nu s-a calificat în faza următoare | Nu s-a calificat în faza următoare | Nu s-a calificat în faza următoare | Nu s-a calificat în faza următoare | Nu s-a calificat în faza următoare | Nu s-a calificat în faza următoare |        |
| 24  | Iván García           | Mexic                      | 316,95       | 24           | Nu s-a calificat în faza următoare | Nu s-a calificat în faza următoare | Nu s-a calificat în faza următoare | Nu s-a calificat în faza următoare | Nu s-a calificat în faza următoare | Nu s-a calificat în faza următoare | Nu s-a calificat în faza următoare | Nu s-a calificat în faza următoare | Nu s-a calificat în faza următoare |        |
| 25  | Reo Nishida           | Japonia                    | 314,30       | 25           | Nu s-a calificat în faza următoare | Nu s-a calificat în faza următoare | Nu s-a calificat în faza următoare | Nu s-a calificat în faza următoare | Nu s-a calificat în faza următoare | Nu s-a calificat în faza următoare | Nu s-a calificat în faza următoare | Nu s-a calificat în faza următoare | Nu s-a calificat în faza următoare |        |
| 26  | Jonathan Chan         | Singapore                  | 311,15       | 26           | Nu s-a calificat în faza următoare | Nu s-a calificat în faza următoare | Nu s-a calificat în faza următoare | Nu s-a calificat în faza următoare | Nu s-a calificat în faza următoare | Nu s-a calificat în faza următoare | Nu s-a calificat în faza următoare | Nu s-a calificat în faza următoare | Nu s-a calificat în faza următoare |        |
| 27  | Noah Williams         | Marea Britanie             | 309,55       | 27           | Nu s-a calificat în faza următoare | Nu s-a calificat în faza următoare | Nu s-a calificat în faza următoare | Nu s-a calificat în faza următoare | Nu s-a calificat în faza următoare | Nu s-a calificat în faza următoare | Nu s-a calificat în faza următoare | Nu s-a calificat în faza următoare | Nu s-a calificat în faza următoare |        |
| 28  | Sam Fricker           | Australia                  | 306,50       | 28           | Nu s-a calificat în faza următoare | Nu s-a calificat în faza următoare | Nu s-a calificat în faza următoare | Nu s-a calificat în faza următoare | Nu s-a calificat în faza următoare | Nu s-a calificat în faza următoare | Nu s-a calificat în faza următoare | Nu s-a calificat în faza următoare | Nu s-a calificat în faza următoare |        |
| 29  | Matthieu Rosset       | Franța                     | 275,70       | 29           | Nu s-a calificat în faza următoare | Nu s-a calificat în faza următoare | Nu s-a calificat în faza următoare | Nu s-a calificat în faza următoare | Nu s-a calificat în faza următoare | Nu s-a calificat în faza următoare | Nu s-a calificat în faza următoare | Nu s-a calificat în faza următoare | Nu s-a calificat în faza următoare |        |